# Simone Kennedy
Simone Kennedy (nascida em 4 de janeiro de 1994) é uma ciclista paralímpica australiana. Representou a Austrália no ciclismo de estrada e pista nos Jogos Paralímpicos de Verão de 2016, realizados no Rio de Janeiro, Brasil. Também disputou as Paralimpíadas de Londres 2012, onde conquistou a medalha de prata na prova feminina de perseguição individual - C1-3.
No Campeonato Mundial de Ciclismo em Pista Paralímpico de 2014, organizado pela União Ciclística Internacional (UCI) e realizado em Aguascalientes, no México, Simone conquistou medalhas de bronze na perseguição individual e nos 500 metros contrarrelógio, ambos da categoria C3.
É natural de Londres, Inglaterra.